# Munitie

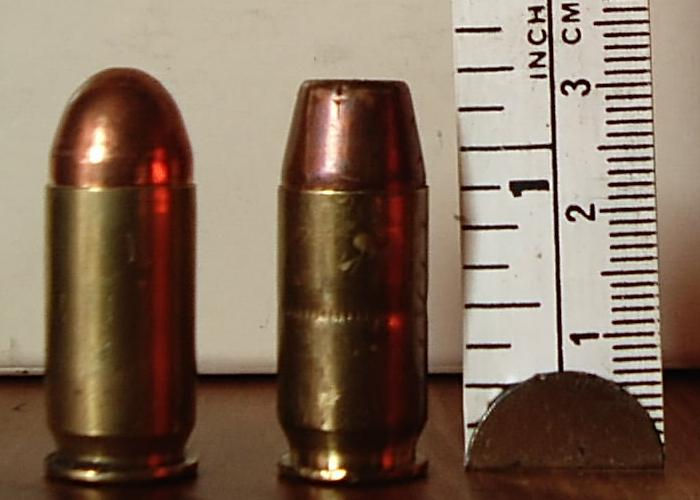
Patronen kaliber .45

Munitie of ammunitie is de verzamelnaam voor het samenstel van projectielen en hun drijflading. Meer algemeen worden ook bommen, granaten, mijnen en  torpedo's tot munitie gerekend. De term is afkomstig van de strijdkrachten, en via het Franse la munition afgeleid van het Latijnse munire (voorzien).
In de eerste plaats wordt onder munitie verstaan patronen (een samenstel van projectiel (kogel), voortdrijvende lading (kruit) en ontsteking, bijeengehouden door middel van een huls) voor vuurwapens.
Overdrachtelijk wordt de term ook gebruikt als aanduiding voor de argumentatie die in een debat gehanteerd wordt om de tegenstander te bestrijden.
Munitie kan worden onderscheiden naar waarvoor het bedoeld is.
Zo kunnen de volgende hoofdgroepen onderkend worden:
- Kleinkalibermunitie;
- Geschutmunitie;
- Afwerpmunitie;
- Hand- en geweergranaten;
- Raketten;
- Geleide wapens;
- Onderwaterwapens;
- Vernielingsmiddelen;
- Mijnen en valstrikken;
- Pyrotechnische middelen;
- Buizen en ontstekers;
- Munitie voor technische doeleinden.